# جعفر بن أحمد العيدروس
جعفر بن أحمد العيدروس (1308 - 1396 هـ) متصوف وشاعر من أهل حضرموت. انتقل إلى جاوة أيام شبابه ومكث بها طويلا واتصل بمشايخ تلك البلاد، ثم رجع إلى بلاده حضرموت مواصلا الأخذ عن شيوخها حتى ظهر وعلا شأنه، ولازمه كثير من طلاب العلم. وله ديوان شعري مطبوع.

## نسبه
جعفر بن أحمد بن عبد القادر بن سالم بن علوي بن سالم بن علوي بن عبد الله بن علوي بن أحمد المحتجب بن علوي بن أبي بكر بن عمر بن عبد الله بن علوي بن عبد الله العيدروس بن أبي بكر السكران بن عبد الرحمن السقاف بن محمد مولى الدويلة بن علي بن علوي الغيور بن الفقيه المقدم محمد بن علي بن محمد صاحب مرباط بن علي خالع قسم بن علوي بن محمد بن علوي بن عبيد الله بن أحمد المهاجر بن عيسى بن محمد النقيب بن علي العريضي بن جعفر الصادق بن محمد الباقر بن علي زين العابدين بن الحسين السبط بن علي بن أبي طالب، وعلي زوج فاطمة بنت محمد.
فهو الحفيد 37 لرسول الله محمد في سلسلة نسبه.

## مولده ونشأته
ولد سنة 1308 هـ بمدينة بور من أعمال السلطنة الكثيرية سابقا، وتربى في حجر جده عبد القادر بن سالم، واعتنى به وأحبه، فربّى جعفر تربية خاصة، واختار أن يجعله أمّيّا لا يحسن القراءة والكتابة، وكان لا يستطيع أحد أن يعترض في ذلك، حتى إن والده أحمد بن عبد القادر كان يغضب من هذه التربية الأمية، فيقول له عبد القادر: "خله أمّيّ، عادك باتشوفه بعد كيف يكون".

## انتقاله إلى جاوة
ولما كبر وبلغ مبلغ الزواج عزم جده أبو بكر بن سالم على السفر إلى جاوة، فعزم جعفر على السفر معه، وأذن له مربيه جده عبد القادر بن سالم ولكن القضاء والقدر كان أسبق، إذ عاجلت المنية عبد القادر بن سالم في تلك الآونة أواخر شهر شعبان سنة 1320 هـ، فلما انقضى مدة لوازم العزاء وغيره تم الاستعداد للسفر إلى الشحر، فبلغوها بعد أسبوع من الرحلة فلما استقر بهم الأمر في الشحر جاءتهم رسائل من حضرموت يستفسرون عن صحتهم وعن سفرهم، وأخذ جده أبو بكر بن سالم يقرأ الرسائل ويجوب عليها وجعفر أخذته حسرة لعدم معرفته بالقراءة والكتابة فما كان منه إلا أن دخل ذلك اليوم إلى خلوة وبكى كثيرا حتى أُلهم أنها أمر سهل، فقام وأخذ القلم، وكتب ورقة طويلة وهو لا يعرف شيئا غير بعض الحروف، وجاء إلى جده أبي بكر وقال له: "شفنا كتبت هذه الورقة"، فقال له: "يا ولدي، متى تعلمت الكتابة؟ أنت أمّيّ"، فقال له: "ذا الحين بكيت لربي فألهمني الكتابة"، ففرح منه جده، وظهرت عليه آثار الدمعة من الفرح.
ثم سافر إلى جاوة وقضى بها باكورة حياته مولعا بالطرب وأشعار القبْوَلة وشعر باعطوة وآل باجري، وانشغل بهذا اللهو غالب وقته. ثم التقى بمحمد بن عيدروس الحبشي الذي حثه على التعلق بأسلافه الصالحين ومن بعدها ارتبط بمحمد بن أحمد المحضار ارتباطا كاملا، وكان يلازم حضور مجالسه ويذهب لأجلها إلى سورابايا حيث يقيم شيخه، وأدخله محمد المحضار على شيخ جاوة في ذلك الوقت أحمد بن عبد الله بن طالب العطاس، ولما عرف جعفر أحبه وقربه إليه وأدناه، كما ارتبط بعبد الله بن محسن العطاس، وكان بعد الارتباط حريصا كل الحرص عليهم والحضور معهم والسعي في خدمتهم حتى عزفت نفسه عن اللهو والطرب وغيرها، وصفت النفس وفتح الله عليه في قول الشعر، واجتمع من هذا الفتح ديوان شعري أصيل.

## عودته إلى حضرموت
ولم يلبث أن جدد العزم للعود إلى حضرموت، وكان نزوله بادئ الأمر بسيئون، حيث لازم دروس أحمد بن عبد الرحمن السقاف ويحضر مجالسه، واستمر على هذه الحال حتى توفي شيخه أحمد بن عبد الرحمن سنة 1357 هـ. وبعد وفاة شيخه انتقل إلى تريم وتعلق بعبد الله بن عمر الشاطري وعلوي بن عبد الله بن شهاب الدين، وجلس في رباط تريم وسكن مع أولاده في نزال آل الشاطري قريب من الرباط، لأجل أولاده يحضرون الدروس، واستمر هو يحضر المجالس والمدارس والمحافل حتى برز إماما عالما، فأقبل عليه المحبون من كل مكان، وأخذ عنه الجم الغفير من طلاب العلم، وتربوا على يديه، وقد ظل على هذا المنهج حتى وفاته.

## من شعره
كتب غالب قصائده الشعرية في جاوة، وكتب منها الشيء القليل في حضرموت. فمن قوله في عام 1348 هـ:
وكان جعفر يؤكد في جلساته أن العلوم اللدنية الربانية هي أقوى من العلوم الكسبية، أي المكتبسة بالتعلم، وقد أكد ذلك الأمر مرارا، وكان يكثر الإشارة إليه، بل ظهر حتى في قصائده بالشعر الحميني، مشيرا إلى تلك العلوم اللدنية التي لا حصر لها، فيقول:
وفي ديوانه يلاحظ أن معظم قصائده هذه لا يمكن أن يختتمها دون أن يخصص أبياتا يمتدح فيها علي بن أبي طالب ويذكر بعض صفاته، فمن قصيدة له يقول:

## وفاته
توفي ليلة الثلاثاء الثالث من شهر جمادى الآخرة سنة 1396 هـ بمدينة تريم، ودفن في قبة جده العيدروس الأكبر بمقبرة زنبل.